# Tarator
Tarator (bugarski: таратор) je hladna juha ili salata tipično jelo za makedonsku i bugarsku kuhinju, ali i za cijeli Balkan. Obično se sastoji od mljevenih oraha, češnjaka, jogurta, krastavaca, začina, ocata ili limunovog soka.
U Bugarskoj tarator je popularno predjelo, ali se također služi kao prilog sa šopskom salatom uz većinu jela. Od ulja koristi se suncokretovo i maslinovo, a često se iz recepta izostavlja orah.  Tarator je začinjen češnjakom i koprom. 
U Albaniji tarator je vrlo popularno jelo u ljetnim mjesecima. Obično se poslužuje hladno, a napravljeno je od jogurta, češnjaka, peršina, krastavaca, soli i maslinovog ulja. 
U Grčkoj slično jelo je poznat kao Tzatziki. Tzatziki obično sadrži maslinovo ulje i kopar te ostale uobičajene namirnice. U Srbiji i Makedoniji tarator salata sprema se s jogurtom, narezanim krastavcima i na kockice izrezanim bijelim lukom, a služi se hladna. Slična jela postoje i u Iranu, Turskoj, Libanonu i Siriji, gdje se obično poslužuju uz prženu ribu ili povrće.

## Vanjske poveznice
- Recept za tarator  Arhivirana inačica izvorne stranice od 10. travnja 2016. (Wayback Machine)